# Жан III де Грайи
Жан III де Грайи, или де Грайли (фр. Jean III de Grailly; 1331 — 7 сентября 1376) — капталь де Бюш (1343), виконт Беножа и Кастильона, граф Бигора с 1369 года, французский полководец в Столетней войне (на стороне Англии).
Родился между 1 декабря 1330 и 28 февраля 1331 года, вероятно в Бордо. Сын Жана II де Грайи (ум. 1343) и его жены Бланш де Фуа.
От умершего в 1362 году брата Гастона наследовал его часть капталата Бюш, от умершего в 1357 (1356) году деда, Пьера (Пеи) II де Грайи — виконтства Бенож и Кастильон, после чего стал одним из могущественнейших сеньоров Гаскони.
В исторических источниках чаще называется капталь де Бюш.
С юных лет состоял на службе у английских королей, поскольку они как герцоги Аквитании были его сюзеренами. Один из первых кавалеров ордена Подвязки (1348).
В 1355 году возглавил делегацию гасконских дворян, которые прибыли в Англию просить защиты от французского короля. Им на выручку отправилась армия под руководством Эдуарда Чёрного Принца, высадившаяся в Бордо в сентябре.
В битве при Пуатье (1356) командовал гасконским отрядом. По мнению многих историков, его роль была решающей в этом сражении. Со своим конным отрядом он прошёл милю или две под прикрытием небольшого холма и зарослей и незаметно для французов оказался у них в тылу, вызвав панику.
После мира в Бретиньи капталь де Бюш вступил в союз с королём Наварры Карлом Злым в стремлении отвоевать свои нормандские владения. В битве при Кошереле (16 мая 1364 года) он командовал наваррскими войсками, потерпел поражение и попал в плен к Бертрану Дюгеклену. Был освобождён по приказу французского короля Карла V, который к тому же дал ему в лен сеньорию Немур, за которую Жан де Грайи принёс оммаж. Однако это не понравилось Чёрному принцу, и капталь де Бюш от Немура отказался.
В 1369 году Столетняя война возобновилась. Чтобы у Жана де Грайи был стимул к активным действиям, Чёрный Принц передал ему графство Бигорр. Однако уже в следующем году его заняли французские войска.
После смерти Джона Чандоса (2 января 1370 года) капталь де Бюш стал коннетаблем Аквитании. В битве при Субизе 23 августа 1372 года он снова попал в плен к французам.
Умер в Париже в замке Тампль 7 сентября 1376 года. По преданию, непосредственной причиной явилось известие о смерти Чёрного Принца. По приказу короля похоронен с почестями.
Жена (свадьба 27 ноября 1350) — Роза д’Альбре. Детей не было.
Все свои владения Жан де Грайи завещал дяде — Аршамбо де Грайи.